# 317
Évszázadok: 3. század – 4. század – 5. század
Évtizedek: 260-as évek – 270-es évek – 280-as évek – 290-es évek – 300-as évek – 310-es évek – 320-as évek – 330-as évek – 340-es évek – 350-es évek – 360-as évek
Évek: 312 – 313 – 314 – 315 –  316 – 317 – 318 – 319 – 320 – 321 – 322

## Események

### Római Birodalom
- Ovinius Gallicanust és Caesonius Bassust választják consulnak.
- Constantinus és Licinius császárok március 1-én békét kötnek. Mindketten caesarrá (trónörökössé) nevezik ki fiaikat: az előbbi Crispust és II. Constantinust (aki alig egy éves), az utóbbi pedig pedig Licinianust. Constantinus megkapja az előző évben megszállt Pannoniát és Macedoniát. Licinius megöleti az előző évben társuralkodóvá kinevezett Valerius Valenst.

### Kína
- Miután az előző évben a hsziungnuk elfogták Min császárt, a Csin-dinasztia túlélő tagjai Csiankangba (Nankingba) menekültek. Min nagybátyja, Sze-ma Zsuj felveszi a Csin királya címet.

## Születések
- augusztus 7. – II. Constantius, római császár
- Themisztiosz, görög szónok és filozófus

## Halálozások
- Valerius Valens, római császár

## Fordítás
- Ez a szócikk részben vagy egészben  a(z)   317 című angol Wikipédia-szócikk ezen változatának fordításán alapul.  Az eredeti cikk szerkesztőit annak laptörténete sorolja fel. Ez a jelzés csupán a megfogalmazás eredetét és a szerzői jogokat jelzi, nem szolgál a cikkben szereplő információk forrásmegjelöléseként.